# Emin Sabitoglou
Emin Sabitoglou était un compositeur azerbaïdjanais, auteur de nombreuses chansons et musiques azerbaïdjanaises bien connues pour les films, acteur populaire de l'Azerbaïdjan.

## Biographie
Emin Sabitoglou est né le 2 novembre 1937, dans la famille de l'écrivain azerbaïdjanais Sabit Rahman. Après avoir obtenu son diplôme de l'école de musique de Bakou, il entra dans la classe de Gara Garayev au Conservatoire de Bakou, en 1954. Deux ans plus tard, il fut transféré au Conservatoire d'État de Moscou du nom de Tchaïkovski (classe de Yuri Shaporin). En 1961, il a commencé à travailler comme monteur musical dans le studio de cinéma "Azerbaijanfilm". Au cours des années consécutives, il a travaillé comme directeur artistique de la Philharmonie d'État, et a également enseigné au Conservatoire d'État nommé d'après Uzeyir Hadjibeyov. Il a écrit des poèmes pour plusieurs pièces. Cependant, plusieurs genres musicaux ont joué un rôle majeur dans ses œuvres. Il a composé plus de 600 chansons, 9 comédies musicales et des morceaux de musique pour près de 40 films. Il a de nombreuses compositions écrites pour des pièces de théâtre. 
Emin Sabitoglou est décédé le 18 novembre 2000 à Bakou.

## Créativité

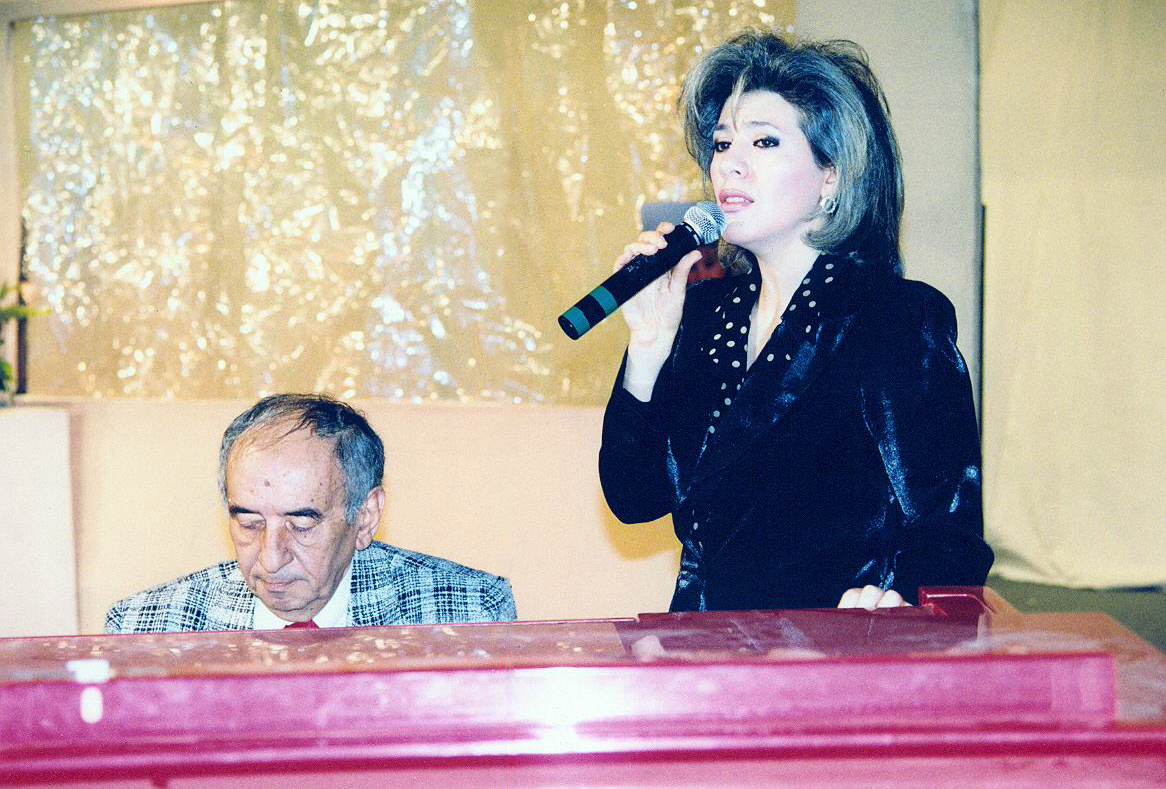
Emin Sabitoglu et Brilyant Dadashova pris en photo par Eldar Mansourov dans les années 1990.

Emin Sabitoglou est l'auteur de nombreuses œuvres dans différents genres musicaux. Il est notamment l'auteur d'une symphonie, de trois poèmes symphoniques, de trois cantates, d'un quatuor à cordes et d'un poème pour violon et pianoforte. Mais certains genres musicaux constituent l'essentiel de sa créativité. Il est l'auteur de plus de 600 chansons, neuf comédies musicales, auteur de chansons pour de nombreux films. En plus de cela, E. Sabitoglou a créé un grand nombre de compositions musicales pour des spectacles de théâtre.

## Famille
Emin Sabitoglou est le fils de l'écrivain Sabit Rahman et d'Ismat khanum Iravanski.
Musicienne, Djeyran Mahmoudova est sa fille.
Sa femme est chanteuse, Khadija Abbasova